# Drosophila flexipes
Drosophila flexipes este o specie de muște din genul Drosophila, familia Drosophilidae, descrisă de Hardy și Kaneshiro în anul 1968. Conform Catalogue of Life specia Drosophila flexipes nu are subspecii cunoscute.